# Досье ODESSA
«Досье ODESSA», или «Досье ОДЕССА» (англ. The Odessa File) — фильм режиссёра Рональда Нима совместного производства Великобритании и Германии 1974 года. Фильм основан на одноимённом романе Фредерика Форсайта и рассказывает о противостоянии журналиста и нелегальной организации ODESSA, созданной после окончания Второй мировой войны избежавшими правосудия членами СС.

## Сюжет
22 ноября 1963 года, в день убийства Джона Кеннеди в Далласе, Питер Миллер (Джон Войт), молодой репортер-фрилансер из Гамбурга (Западная Германия), слушает радиорепортаж об этом событии. Остановившись на светофоре, он замечает проезжающую мимо машину скорой помощи.
Следуя за скорой, он обнаруживает, что она забирает тело одинокого пожилого мужчины, который покончил жизнь самоубийством. Питер получает от полицейского дневник этого человека и узнает, что покойный — Саломон Таубер, еврей, переживший Холокост. В дневнике Саломона содержится подробная информация о его жизни в Рижском гетто во время Второй мировой войны, в том числе имя офицера СС, управлявшего лагерем, Эдварда Рошмана (Максимилиан Шелл). В дневнике Саломона перечислены все преступления Рошмана, в том числе убийство высокопоставленного офицера вермахта при попытке бегства в конце войны.
Питер полон решимости выследить Рошмана и отправляется на встречу со знаменитым охотником за нацистами Симоном Визенталем, который рассказывает ему об ODESSA, секретной организации бывших членов СС, разрабатывающей систему ракетного наведения для Египта во времена президента Насера. Визенталь объясняет, что большинство полицейских Западного Берлина являются членами ODESSA и им нельзя доверять. Когда Питер уходит, на него нападают агенты израильского Моссада, которые подозревают Питера в попытке навредить Визенталю. Питеру удается убедить их, что его миссия — найти и предать правосудию Рошмана. Израильтяне предлагают внедрить Питера под прикрытием в ODESSA. Питер соглашается на миссию, и с помощью израильтян ему подбирают личность для прикрытия — бывшего солдата СС, который недавно умер в госпитале. Он не сообщает о задании своей девушке Сиги (Мэри Тамм), на которую было совершено нападение в попытке узнать местонахождение Питера.
Израильтяне проводят тщательную подготовку Питера для проникновения в круги ODESSA. Получив новое прикрытие, Питер получает доступ к ODESSA. Пройдя первую проверку, он отправляется за получением поддельного паспорта. В ожидании поезда Питер совершает ошибку, позвонив с вокзала Сиги и заверив её, что с ним все в порядке. Полагая, что он в безопасности, он садится на поезд. Тем временем в ODESSA узнают, что Питер сделал звонок, и выясняют, что Питер — не тот, за кого себя выдает. Питер встречается с изготовителем подложных документов Клаусом Вензером (Дерек Джейкоби), застенчивым и неуверенным в себе молодым человеком, живущим с матерью. Клаус просит Питера вернуться после выходных, чтобы сделать фотографии на паспорт, но затем звонит ему после полуночи и просит вернуться в течение часа.
Заподозрив неладное, Питер звонит Клаусу домой из отеля и, не получив ответа, тайком приходит в типографию, где видит поджидающего его вооруженного убийцу. Питер пробирается в дом и будит мать Клауса: она принимает его за священника и умоляет помолиться за её сына. Питер нападает на наемного убийцу и убивает его. Открыв сейф Клауса, он обнаруживает досье, которое содержит описания всех поддельных удостоверений, созданных Клаусом, и настоящие имена тех, кто ими пользуется. Питер забирает папку, прячет в камере хранения на вокзале, и ради собственной безопасности отдаёт ключ Сиги
Питер возвращается к израильтянам и рассказывает обо всем, что нашел, но отказывается раскрывать местонахождение досье, пока Рошман не будет задержан. Израильские агенты неохотно соглашаются с требованиями Питера, и он отправляется в роскошный дом Рошмана, который является владельцем фабрики по производству боеприпасов. Питеру удается проникнуть в особняк и обойти охрану, после чего он сталкивается с Рошманом и берёт его под прицел. Питер сообщает Рошману данные из дневника Саломона Таубера. Рошман пытается все отрицать, утверждая, что Питер введен в заблуждение. Питер напоминает Рошману, как тот в конце войны застрелил своего сослуживца, офицера немецкого вермахта, а затем сообщает, что этот офицер был его отцом. Рошман, испугавшись разоблачения, в панике хватается за пистолет и вынуждает Питера защищаться. Питер открывает ответный огонь, убивая Рошмана.
Пакет документов об ODESSA, полученные Питером, используется для ареста многочисленных нацистских военных преступников, включая высокопоставленных сотрудников берлинской полиции. Фабрика Рошмана загадочным образом сгорает дотла, так и не успев поставить в Египет ни одной ракеты.

## В ролях
| Актёр              | Роль                                 |
| ------------------ | ------------------------------------ |
| Джон Войт          | Питер Миллер                         |
| Максимилиан Шелл   | Эдвард Рошман                        |
| Мария Шелл         | фрау Миллер                          |
| Мэри Тамм          | Сиги                                 |
| Дерек Джейкоби     | Клаус Вензер                         |
| Ханнес Мессемер    | генерал Рихард Глюкс                 |
| Клаус Лёвич        | Густав Маккензен                     |
| Александр Аллерсон | доктор Ратингер (не указан в титрах) |

## Творческая группа
Кроме лидеров киноиндустрии Великобритании своего времени режиссёра Рональда Нима и продюсера Джона Вульфа следует упомянуть работу молодого (26 лет), но уже известного композитора Эндрю Ллойда Уэббера и его постоянного соавтора, поэта Тима Райса. Их песня «Рождественский сон» (англ. Christmas Dream), которая была написана к кинофильму, особенно её музыкальная тема, чрезвычайно популярна.